# گمینا ستارا دانبرووا
گمینا ستارا دانبرووا (به لهستانی:  Gmina Stara Dąbrowa) یک گمینا در لهستان است که در شهرستان ستارگارد واقع شده‌است. گمینا ستارا دانبرووا ۱۱۲٫۵۹ کیلومتر مربع مساحت و ۳٬۵۷۸ نفر جمعیت دارد.